# Carex albursina
Espèce
Classification phylogénétique
Carex albursina est une espèce de plantes du genre Carex et de la famille des Cyperaceae.